# Montigny-le-Franc
Montigny-le-Franc és un municipi francès situat al departament de l'Aisne i a la regió dels Alts de França. L'any 2007 tenia 166 habitants.

## Demografia

### Població
El 2007 la població de fet de Montigny-le-Franc era de 166 persones. Hi havia 69 famílies de les quals 20 eren unipersonals (20 dones vivint soles i 20 dones vivint soles), 25 parelles sense fills, 16 parelles amb fills i 8 famílies monoparentals amb fills.
La població ha evolucionat segons el següent gràfic:
Habitants censats

### Habitatges
El 2007 hi havia 84 habitatges, 72 eren l'habitatge principal de la família, 2 eren segones residències i 10 estaven desocupats. Tots els 84 habitatges eren cases. Dels 72 habitatges principals, 66 estaven ocupats pels seus propietaris i 5 estaven llogats i ocupats pels llogaters; 3 tenien dues cambres, 11 en tenien tres, 21 en tenien quatre i 36 en tenien cinc o més. 47 habitatges disposaven pel capbaix d'una plaça de pàrquing. A 38 habitatges hi havia un automòbil i a 23 n'hi havia dos o més.

### Piràmide de població
La piràmide de població per edats i sexe el 2009 era:
| Homes | Edats   | Dones |
| ----- | ------- | ----- |
| 0     | 95 o +  | 0     |
| 0     | 90 a 94 | 8     |
| 0     | 85 a 89 | 0     |
| 0     | 80 a 84 | 4     |
| 4     | 75 a 79 | 4     |
| 4     | 70 a 74 | 4     |
| 8     | 65 a 69 | 12    |
| 0     | 60 a 64 | 0     |
| 0     | 55 a 59 | 4     |
| 4     | 50 a 54 | 12    |
| 16    | 45 a 49 | 8     |
| 8     | 40 a 44 | 4     |
| 0     | 35 a 39 | 8     |
| 8     | 30 a 34 | 4     |
| 4     | 25 a 29 | 4     |
| 0     | 20 a 24 | 4     |
| 12    | 15 a 19 | 12    |
| 4     | 10 a 14 | 4     |
| 12    | 5 a 9   | 4     |
| 8     | 0 a 4   | 4     |

## Economia
El 2007 la població en edat de treballar era de 110 persones, 72 eren actives i 38 eren inactives. De les 72 persones actives 66 estaven ocupades (35 homes i 31 dones) i 6 estaven aturades (3 homes i 3 dones). De les 38 persones inactives 12 estaven jubilades, 11 estaven estudiant i 15 estaven classificades com a «altres inactius».

### Ingressos
El 2009 a Montigny-le-Franc hi havia 73 unitats fiscals que integraven 163 persones, la mediana anual d'ingressos fiscals per persona era de 15.282 €.

### Activitats econòmiques
L'únic establiment que hi havia el 2007 era d'una empresa de construcció.
L'únic servei als particulars que hi havia el 2009 era una lampisteria.
L'any 2000 a Montigny-le-Franc hi havia 5 explotacions agrícoles que ocupaven un total de 545 hectàrees.

## Equipaments sanitaris i escolars
El 2009 hi havia una escola elemental integrada dins d'un grup escolar amb les comunes properes formant una escola dispersa.

## Poblacions més properes
El següent diagrama mostra les poblacions més properes.